# BMW 1 (F52)
BMW 1 (F52) — компактный переднеприводной седан 1-й серии. Производился на совместном предприятии BMW Brilliance с 2017 по 2024 годы.

## Описание

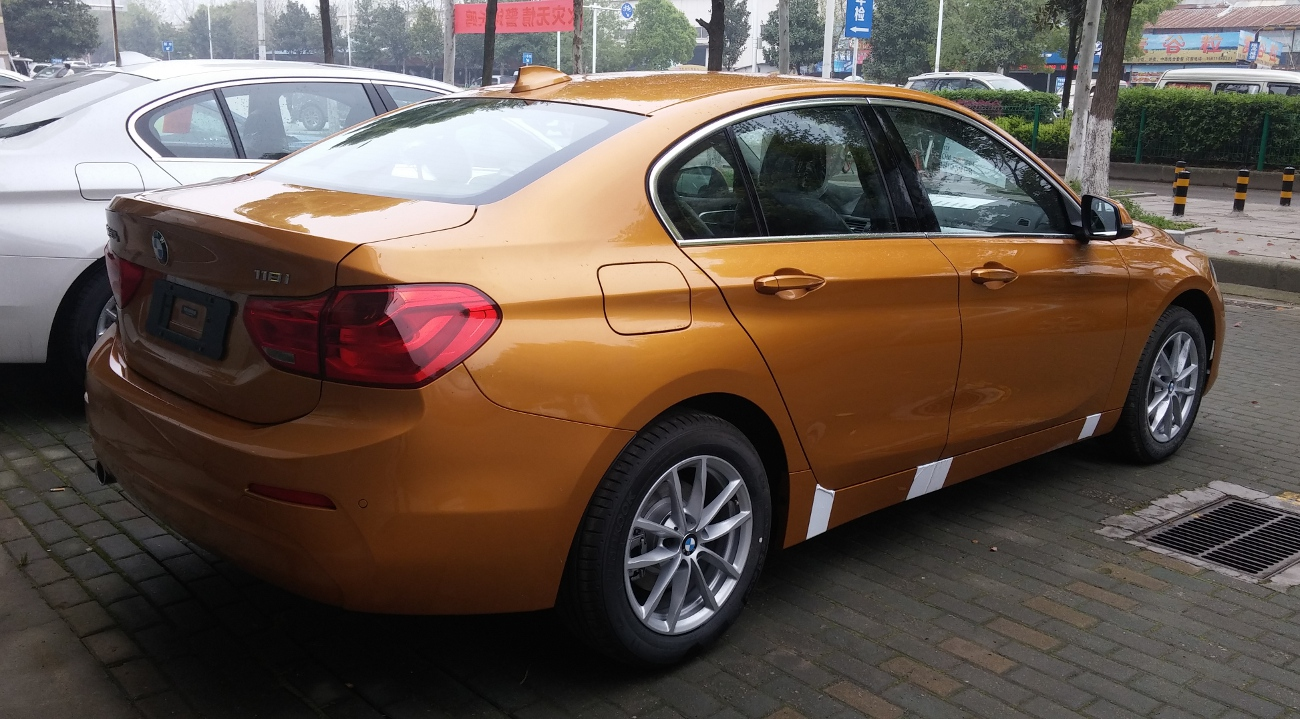
BMW 118i

В отличие от хетчбэка BMW 1, автомобиль BMW F52 базируется на платформе UKL2. Впервые модель была представлена в 2016 году в Гуанчжоу. Продажи начались в феврале 2017 года.
С 2018 года автомобиль поставляется в Мексику. С 21 октября 2019 года там производится вариант M Sport.
На другие рынки модель не поставляется.